# ウァース
ウァース（またはワース、Wace, 1115年頃 - 1183年頃）は、アングロ＝ノルマン人の詩人。ジャージー島の生まれで、本土のノルマンディーで育った（本人が『ルー物語』で語っているところでは子供の時にカーンに渡った）。バイユーの律修司祭として生涯を終えた。
ウァースの名前は「Robert（ロベール）」とされるが、伝統的にそう言われるだけで、証拠は何もない。現在では名前は「ウァース」だけだったと考えられている。ウァースは「Maistre（師、マスター）」という肩書きを誇りにし、「Maistre Wace」と言及されることもある。

## 作品
ウァースの作品で現存しているものには以下のものがある。
- ブリュ物語 - 韻文で書かれたブリテンの歴史。
- ルー物語 - 韻文で書かれたノルマンディー公国の歴史。

他の作品も韻文で書かれ、その中にはアンティオキアのマルガリタ、ミラのニコラオスといった聖人の生涯を扱ったものがある。

### 『ブリュ物語』
『ブリュ物語』（1155年頃）は、ジェフリー・オブ・モンマスの『ブリタニア列王伝』に基づいたものである。現代的な感覚からすると、歴史書とは見なされないが、ウァースは自分の知っていることと知らないこと、あるいは知ることのできないことを区別した。
ウァースはトロイのブルータスによるブリテン建国を、モンマスの創造した伝説的なブリテン史の最後まで語った。この作品の人気の理由は、その土地固有の言葉（アングロ・ノルマン語。アングロ・フランス語ともいう）でアーサー王伝説を大衆にとって近づきやすいものにしたことである。ウァースは初めてアーサー王の円卓の騎士たちの伝説に言及し、初めてアーサー王の剣にエクスカリバーという名前を用いた。
しかし、全体から見るとウァースはモンマスのテキストにさして重大でもないディテールを追加しただけだった。『ブリュ物語』はラヤモンの頭韻を踏んだ古英語詩『ブルート』や、ピーター・ラングトフト（またはピエール・ド・ラングトフト）の年代記の基になった。歴史家マシュー・ベネットは『Wace and Warfare』と題された論文の中で、ウァースは当時の戦術をきちんと理解していて、偽史的戦争の描写を書くために考案した戦術の詳細はその時代の戦争の概論を理解するうえで価値があると指摘した。

### 『ルー物語』
ラヤモンによれば、『ルー物語』はヘンリー2世の依頼で書かれたものだという。『ルー物語』の大部分はウィリアム1世（征服王）とノルマン・コンクエスト（ノルマン人のイングランド征服）に割かれている。ウァースの言及する口承の中には家族からの情報も含まれる。とくにノルマン・コンクエストおよびヘイスティングズの戦いの準備について、記録のみならず、肉親の目撃証言（ウァースが執筆を始めた時には目撃者はもう生きてはいなかったろうが）に依っていたものとうかがえる。さらに『ルー物語』の中にはハレー彗星への言及も含まれている。『ルー物語』があまり人気がないのは、1204年に本土のノルマンディーがフランスに編入されたことで、ノルマンディー公国への関心がなかったことを反映しているものと思われる。

## ジャージー島文学

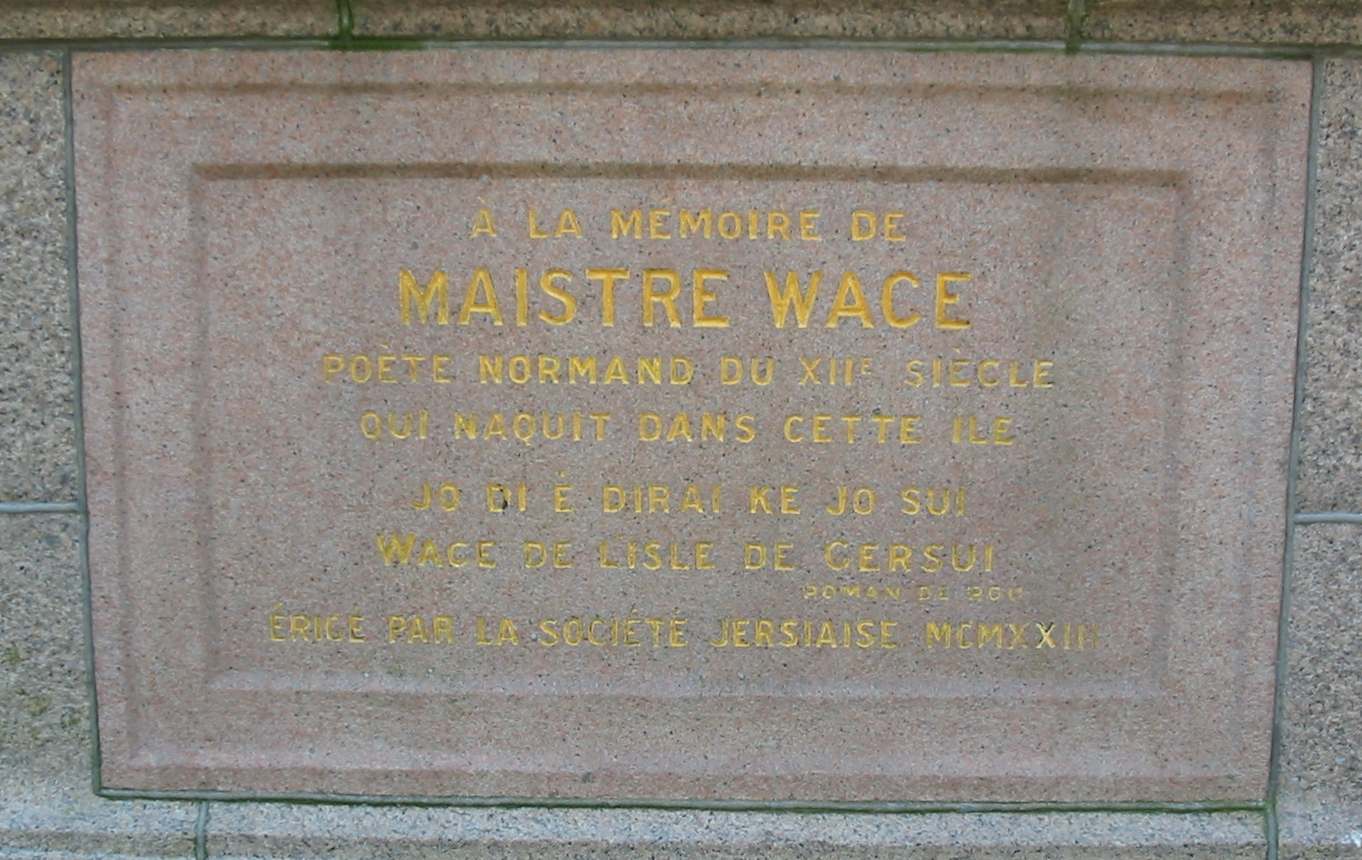
ジャージー島のウァースの記念碑

ウァースが使ったアングロ・ノルマン語はさまざまな人によって古フランス語の方言、ノルマン語の方言、とくにJèrriaisの先駆と考えられている。ジャージー島の作家たちはウァースをジャージー島文学の創設者と見なし、Jèrriaisは「the language of Wace（ウァースの原語）」として言及されることもあるが、ウァース自身は文語としてJèrriaisの発展に先行していた。ウァースはジャージー島作家の最初期の人物として知られている。
ウァースのノルマンディー海岸の軍事的重要拠点についての描写は、第二次世界大戦のノルマンディーの戦いの初期作戦段階に利用されたと言われることがある。
ジャージー島のロイヤル・スクエアにある政府ビルの側面に、花崗岩で作られたウァースの記念碑がある。そこには『ルー物語』にあるウァースの生地への誇りが引用され、刻まれている。
Jo di e dirai ke jo sui
Wace de l’isle de Gersui
（私は自分がジャージー島出身のウァースと言うし、言いたい）